# 库斯莫呼吸
库斯莫呼吸（Kussmaul respiration），又称酸中毒深大呼吸、深长呼吸、库司玛大呼吸、库氏呼吸、库斯毛尔氏呼吸等。它是指代谢性酸中毒时出现规则的深长而快的呼吸。常见于见于糖尿病酮症酸中毒、尿毒症酸中毒等。生理情况下，在剧烈运动、情绪激动或过度紧张时亦可呈现深而快的呼吸。
引入该术语的阿道夫·库斯莫尔 (Adolf Kussmaul) 指的是当代谢性酸中毒严重到导致呼吸正常或减弱时的呼吸。其他几个来源也遵循了这个定义，例如，韦氏词典将库斯莫尔呼吸定义为“在特别酸性的条件下发生的异常缓慢的深呼吸，这是机体渴求空气并尽量减少二氧化碳的表现”。库斯莫尔呼吸仅发生在酸中毒的晚期，因此并不常见。在不太严重的情况下，可能会观察到快速而浅的呼吸，但库斯莫尔的呼吸是典型的深喘气，甚至呼吸困难的绝望状态。在医学文献中，有时将酸中毒时的异常呼吸模式称为库斯莫尔呼吸。

### 历史
库斯莫呼吸以 19 世纪德国医生 Adolf Kussmaul 的名字命名，他首先在晚期糖尿病患者中发现了库斯莫呼吸。库斯莫征也是库斯莫的同音字，应与库斯莫呼吸区分开来。他在 1874 年的一篇经典论文中发表了他的发现。

### 机制
库斯莫呼吸是代谢性酸中毒的呼吸代偿，最常见于糖尿病患者的是糖尿病酮症酸中毒。为了维持血液PH值，患者会感到一种深呼吸的冲动，大量呼出二氧化碳，使二氧化碳分压与碳酸氢盐含量下降。这似乎几乎是无意识地发生的。 代谢性酸中毒会导致快速过度换气，但一开始往往速度较快且相对较浅。当酸中毒变得更加严重时，会发生库斯莫尔呼吸。事实上，库斯莫尔最初认为这种呼吸方式是糖尿病患者昏迷和濒临死亡的征兆。 禁食期、有无肝脏肥大以及库斯莫尔呼吸是鉴别诊断先天性代谢紊乱高血糖的线索。

### 病因及常见疾病
当严重代谢性酸中毒时，体液pH降低，刺激呼吸中枢，通过加深呼吸经肺脏排出CO2进行代偿，以调节血液酸碱平衡。血液中升高的H+会刺激颈动脉体化学感受器反射性兴奋延髓呼吸中枢，使呼吸的深度和频率增加，CO2排出增多并使血浆HCO3-浓度升高，[HCO3-]与[H2CO3]的比值得以接近20：1，pH值因此得以可以维持在正常范围内。呼吸系统的代偿功能是极其迅速的，一般数分钟即可出现深大呼吸。

### 临床表现
表现为呼吸频率增快，呼吸深大，当血pH＜7.2时可能出现，以利排酸。当血pH＜7.0时则可发生呼吸中枢受抑制而呼吸麻痹。部分患者呼吸中可有类似烂苹果味的酮臭味。

#### 糖尿病酮症酸中毒
患者呼出的气体有尿味，这是由于细菌分解唾液中的尿素形成氨的缘故。体液过多时可出现气短、气促。酸中毒时患者呼吸慢而深，严重时可见到酸中毒的库斯莫呼吸。体液过多、心功能不全可引起肺水肿或胸腔积液。由尿毒症毒素诱发的肺泡毛细血管渗透性增加，肺充血可引起“尿毒症肺水肿”，此时肺部X线检查可出现“蝴蝶翼”征，及时利尿或透析上述症状可迅速改善。